# Eupelicosaures
Els eupelicosaures (Eupelycosauria) originalment es refirien a un subordre de pelicosaures, però va ser redefinit per a designar un clade de sinàpsids que inclou la majoria dels pelicosaures i tots els teràpsids i mamífers. Els primers aparegueren durant el Pennsylvanià inferior (i.e: Archaeothyris, i potser un gènere anterior, Protoclepsydrops), i representa una de les múltiples etapes en l'adquisició de característiques similars als mamífers, a diferència dels seus primers ancestres amniotes.
Es caracteritzen per tenir el crani més estret i els ossos supratemporals reduïts.

## Evolució
Molts dels eupelicosaures no teràpsids, van ser els animals terrestres dominants des del Carbonífer tardà fins al Permià primerenc. Els ofiacodòntids van ser comuns des del Pennsylvanià fins al Permià primerenc. L'edafosaure era un herbívor gros que feia de 3,0 a 3,7 metres de llargada, que tenia una aleta a l'esquena.

## Taxonomia

### Classificació
- Series Amniota
  - CLASSE SYNAPSIDA *
    - Ordre Pelycosauria *
      - Subordre Caseasauria
      - Subordre Eupelycosauria *
        - Família Edaphosauridae
        - Família Lupeosauridae
        - Família Ophiacodontidae
        - Família Varanopseidae
        - (no classificat) Sphenacodontia *
          - Família Sphenacodontidae

    - Orden Therapsida *

  - Classe MAMMALIA